# Meddelande. Noveller i urval 1971-1997
Meddelande. Noveller i urval 1971-1997, novellsamling av Tove Jansson, första gången publicerad 1998, av författaren tillägnad arbetsvännen Helen Svensson. Förutom ett antal nyskrivna noveller, samlade Jansson i denna sin sista novellsamling ett urval av berättelser som hade publicerats i tidigare böcker.

## Noveller i Meddelande[3]
- Mina älskade morbröder
- Att få en idé
- Brev till Konikova
- Båten och jag
- Avslutningsdag
- Samtal med Samuel
- Robert (ur Brev från Klara 1991)
- Apan (ur Dockskåpet och andra berättelser 1978)
- Svart-vitt (ur Lyssnerskan 1971)
- Sommarbarnet (ur Resa med lätt bagage 1987)
- En kärlekshistoria (ur Lyssnerskan 1971)
- Dockskåpet (ur Dockskåpet och andra berättelser 1978)
- Resa med lätt bagage (ur Resa med lätt bagage 1987)
- Lossa sand (ur Lyssnerskan 1971)
- Brev från Klara (ur Brev från Klara 1991)
- Om våren (ur Lyssnerskan 1971)
- Den stora resan (ur Dockskåpet och andra berättelser 1978)
- Konst i naturen (ur Dockskåpet och andra berättelser 1978)
- Ekorren (ur Lyssnerskan 1971)
- Serietecknaren (ur Dockskåpet och andra berättelser 1978)
- Resa med Konica (ur Rent spel 1989)
- Om kyrkogårdar (ur Rent spel 1989)
- Wladyslaw (ur Rent spel 1989)
- Vargen (ur Lyssnerskan 1971)
- Karin, min vän (ur Brev från Klara 1991)
- Korrespondens (ur Resa med lätt bagage 1987)
- Kvinnan som lånade minnen (ur Resa med lätt bagage 1987)
- Resa till Rivieran (ur Brev från Klara 1991)
- Bilderna (ur Brev från Klara 1991)
- Dottern
- Meddelande